# 공기부양상륙정

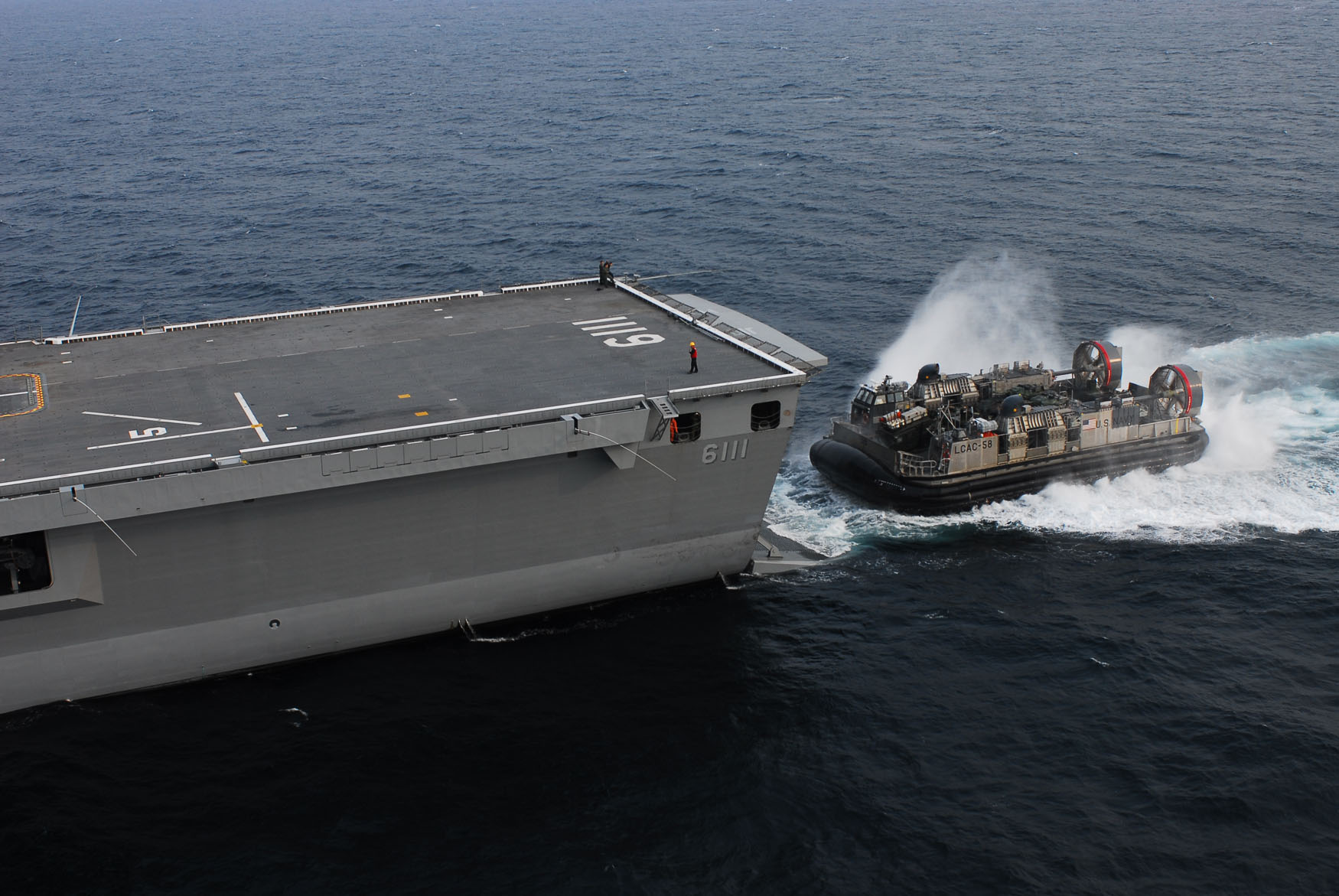
2007년 11월 11일, 동해상에서, 미국 해군의 LCAC가 에섹스함에서 나와서 대한민국 해군의 독도함으로 들어가고 있다.

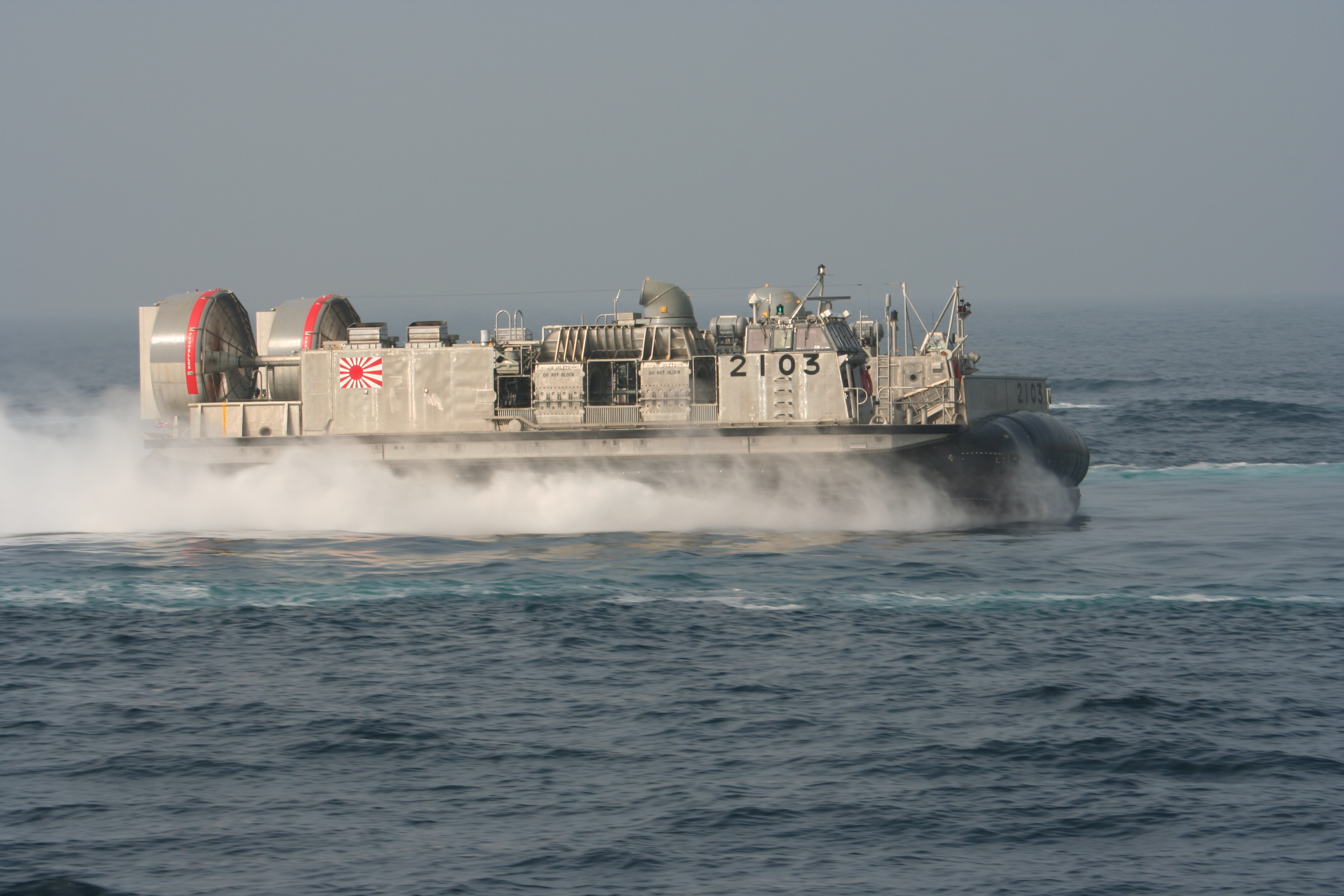
일본 해상자위대의 LCAC

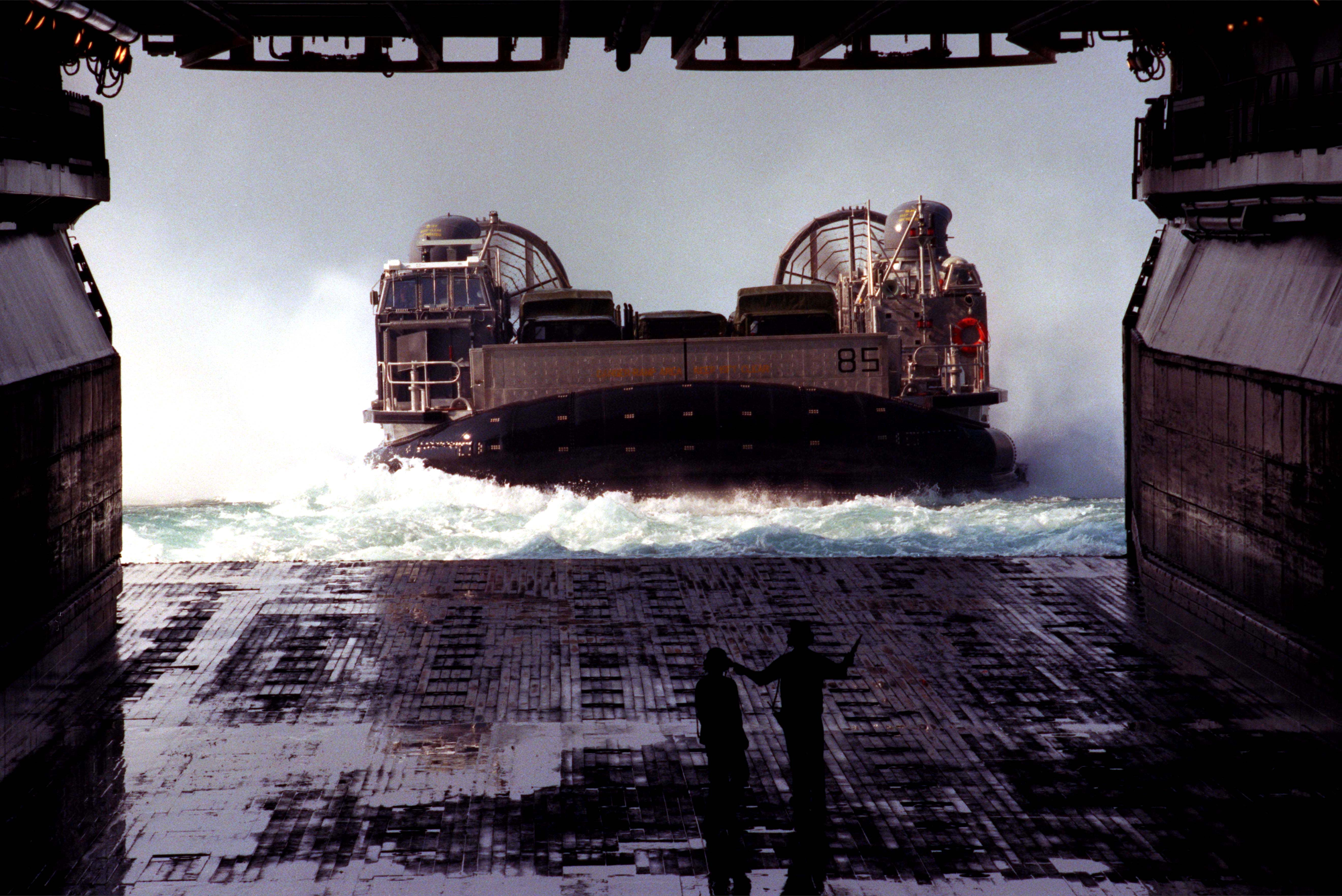
미국 해군의 LCAC가 와스프함으로 들어오고 있다

LCAC(Landing Craft Air Cushion)는 미국 해군의 상륙용 호버크래프트이다. 해병대의 병력, 장비, 화물을 싣고 시속 65 km 속도로 300 km 멀리 해안에 상륙시킨다.

## 역사
1987년에 USS 저먼타운 (LSD-42) 함에 최초로 실전배치되었다. 그 후 미국 해군의 LHA, LHD, LSD, LPD에서 사용되었다. 일본의 해상자위대에도 수출되었다.
LCAC를 탑재할 수 있는 수량은 다음과 같다
- 와스프급 강습상륙함 3대
- 타라와급 강습상륙함 2대
- 앵커리지급 LSD 4대
- 오스틴급 LPD 1대
- 위베이아일랜드급 LSD 4-5대
- 산안토니오급 LPD 2대

총 91대가 미국 해군에 인도되었다. 1994년-1995년에 기뢰 제거 키트 8대를 획득했다. 10년인 수명을 연장시키는 프로그램이 현재 진행 중이다.

## 대한민국
한국 해군은 솔개 631급 고속상륙정이 공기부양상륙정(LCAC)이다.

## 같이 보기
- 독도함 - 대한민국의 독도함에도 국산 고속상륙정 LSF-2 및  LCAC의 탑재가 가능하다.
- 다목적상륙정(LCU)